# Jovan Marković
Jovan Marković (in serbo Јован Марковић?; Belgrado, 23 marzo 2001) è un calciatore serbo naturalizzato rumeno, attaccante del Farul Costanza.

## Caratteristiche tecniche
Centravanti molto forte atleticamente, fa della forza fisica e dell'abilità nel gioco aereo i propri punti di forza.

## Carriera

### Club
Nato a Belgrado da padre serbo e madre rumena, si è trasferito in Romania all'età di un anno. Dopo aver iniziato a giocare presso la squadra locale del CSS Corabia è stato notato dagli osservatori del CSU Craiova che lo hanno inserito nel proprio settore giovanile.
Il 1º aprile 2017 ha esordito fra i professionisti disputando, all'età di 15 anni, 8 mesi e 20 giorni, l'incontro di Liga I perso 4-1 contro il CFR Cluj. Il 25 settembre 2018 ha invece trovato la prima rete in carriera, segnando il gol del definitivo 2-0 nella trasferta di Cupa României contro lo Sportul Snagov.
Il 12 febbraio 2020 è stato ceduto in prestito per una stagione e mezza all'Academica Clinceni.

### Nazionale
Il 2 settembre 2021 fa il suo esordio con la Romania in occasione del successo per 0-2 in casa dell'Islanda.

## Statistiche

### Presenze e reti nei club
Statistiche aggiornate al 20 novembre 2024.
| Stagione                     | Club                         | Campionato                   | Campionato | Campionato | Coppe nazionali | Coppe nazionali | Coppe nazionali | Coppe continentali | Coppe continentali | Coppe continentali | Supercoppe | Supercoppe | Supercoppe | Totale | Totale |
| Stagione                     | Club                         | Comp                         | Pres       | Reti       | Comp            | Pres            | Reti            | Comp               | Pres               | Reti               | Comp       | Pres       | Reti       | Pres   | Reti   |
| ---------------------------- | ---------------------------- | ---------------------------- | ---------- | ---------- | --------------- | --------------- | --------------- | ------------------ | ------------------ | ------------------ | ---------- | ---------- | ---------- | ------ | ------ |
| 2016-2017                    | FCU Craiova                  | L1                           | 0+3        | 0          | CR+CdL          | 1+0             | 0               | -                  | -                  | -                  | -          | -          | -          | 4      | 0      |
| 2017-2018                    | FCU Craiova                  | L1                           | 0          | 0          | CR              | 0               | 0               | UEL                | 0                  | 0                  | -          | -          | -          | 0      | 0      |
| 2018-2019                    | FCU Craiova                  | L1                           | 4          | 0          | CR              | 1               | 1               | UEL                | 2                  | 0                  | SR         | 1          | 0          | 8      | 1      |
| 2019-feb. 2020               | FCU Craiova                  | L1                           | 3          | 0          | CR              | 0               | 0               | UEL                | 0                  | 0                  | -          | -          | -          | 3      | 0      |
| feb.-giu. 2020               | Acad. Clinceni               | L1                           | 0+13       | 0+1        | CR              | 1               | 0               | -                  | -                  | -                  | -          | -          | -          | 14     | 1      |
| 2020-2021                    | Acad. Clinceni               | L1                           | 8+5        | 2+2        | CR              | 0               | 0               | -                  | -                  | -                  | -          | -          | -          | 13     | 4      |
| Totale Acad. Clinceni        | Totale Acad. Clinceni        | Totale Acad. Clinceni        | 8+18       | 2+3        |                 | 1               | 0               |                    | -                  | -                  |            | -          | -          | 27     | 5      |
| 2021-2022                    | FCU Craiova                  | L1                           | 26+9+1     | 9+4+0      | CR              | 5               | 0               | UECL               | 2                  | 0                  | SR         | 1          | 0          | 44     | 13     |
| 2022-2023                    | FCU Craiova                  | L1                           | 27+10      | 4+3        | CR              | 3               | 0               | UECL               | 4                  | 0                  | -          | -          | -          | 44     | 13     |
| 2023-2024                    | FCU Craiova                  | L1                           | 29+10+1    | 6+0+0      | CR              | 3               | 1               | -                  | -                  | -                  | -          | -          | -          | 43     | 7      |
| Totale Universitatea Craiova | Totale Universitatea Craiova | Totale Universitatea Craiova | 89+32+2    | 19+7+0     |                 | 13              | 2               |                    | 8                  | 0                  |            | 2          | 0          | 146    | 28     |
| 2024-2025                    | Hermannstadt                 | L1                           | 2          | 0          | CR              | 0               | 0               | -                  | -                  | -                  | -          | -          | -          | 2      | 0      |
| lug.-aug. 2025               | FCU Craiova                  | L1                           | 1          | -          | CR              | -               | -               | UECL               | 2                  | -                  | -          | -          | -          | 3      | -      |
| aug. 2025-2026               | Farul Costanza               | L1                           | -          | -          | CR              | -               | -               | -                  | -                  | -                  | -          | -          | -          | -      | -      |
| Totale carriera              | Totale carriera              | Totale carriera              | 151        | 31         |                 | 14              | 2               |                    | 8                  | 0                  |            | 2          | 0          | 175    | 33     |

## Palmarès

### Club

#### Competizioni nazionali
- Supercoppa di Romania: 1

U Craiova: 2021